# Hugh M. Dorsey
Hugh Manson Dorsey (Fayetteville, 10 luglio 1871 – Atlanta, 11 giugno 1948) è stato un politico e avvocato statunitense.

## Biografia
Figlio di un avvocato, studiò all'Università della Georgia e seguì le orme paterne. Divenuto a sua volta avvocato nel 1893, fino al 1895 fu arruolato nella milizia statale e raggiunse il grado di tenente colonnello. Divenne pubblico ministero, rappresentando l'accusa nel caso dell'omicidio di Mary Phagan, riuscendo ad ottenere la condanna del supposto assassino Leo Frank, in seguito linciato da una folla inferocita.
Dorsey sfruttò la notorietà acquisita e si candidò come nuovo governatore della Georgia, venendo supportato dall'influente politico Thomas E. Watson. Vinse le elezioni, e durante i suoi quattro anni di mandato combatté l'analfabetismo, soprattutto degli afroamericani, e cercò di tamponare la mancanza di forza lavoro nello Stato dovuta all'entrata degli Stati Uniti nella prima guerra mondiale. Contrario alla segregazione razziale, ruppe infine con l'alleato Watson e tentò di candidarsi come senatore nel 1920, ma la sua agenda progressista non riscosse successo e venne sconfitto.
Dopo il ritiro dalla politica continuò a vivere ad Atlanta, divenendo un magistrato. Morì nel 1948.